# Petty Harbour-Maddox Cove
Petty Harbour-Maddox Cove é uma pequena cidade localizada na província canadense de Terra Nova e Labrador. De acordo com o censo canadense de 2016 a cidade tinha uma população de 960 habitantes.